# Kliment-von-Ohrid-Kirche (Plowdiw)

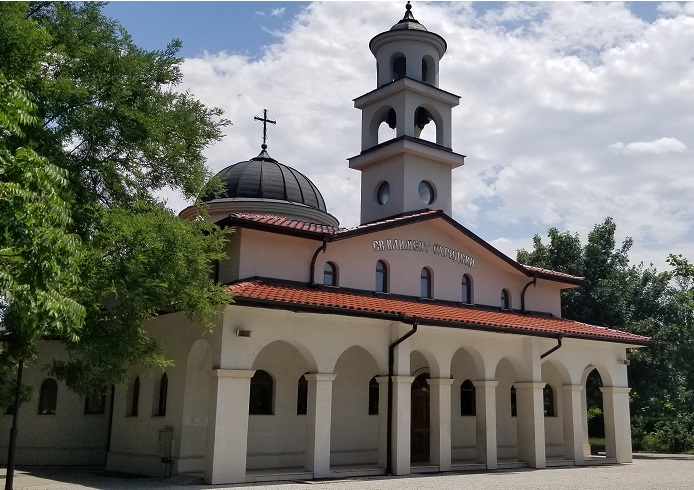
Eingang und Glockenturm der Kliment-von-Ohrid-Kirche, Juli 2019

Die Kirche Heiliger Kliment von Ohrid in der bulgarischen Stadt Plowdiw ist eine der neuesten der Bulgarisch-Orthodoxen Kirchen. Sie ist dem Heiligen Kliment von Ohrid geweiht und befindet sich im Plowdiwer Stadtviertel Christo Smirnenski im Westen der Stadt.
Die Kirche wurde als Kreuzkuppelkirche, mit einem Portikus, einer unterirdischen Krypta und einem 14 m hohen Glockenturm gebaut. Im Altar wurden Teile der Reliquien des Heiligen Kliment von Ohrid eingebaut, die vom Erzbischof von Ohrid gestiftet wurden. Der Bau der Kirche begann am 12. Dezember 2006, die Kirche selbst wurde am 25. November 2008 in Anwesenheit von Geistlichen aus Bulgarien, Griechenland, Mazedonien und Rumänien eingeweiht.